# Isolde Heyne
Isolde Heyne (* 4. Juli 1931 in Prödlitz bei Aussig, Tschechoslowakei als Isolde Heldmann; † 20. November 2009 in Leipzig) war eine deutsche Schriftstellerin und Journalistin.

## Leben
Nach der Vertreibung der deutschen Bevölkerung aus dem Sudetenland 1945 gelangte Isolde Heyne mit ihrer Familie nach Sachsen. Nach Schule und Lehre schloss sie sich Ende der 50er Jahre einer Arbeitsgemeinschaft Junger Autoren an und veröffentlichte in der Folgezeit Kurzgeschichten und Erzählungen. Sie studierte von 1961 bis 1964 am Literaturinstitut Johannes R. Becher in Leipzig, schloss das Studium mit Diplom ab und war als freischaffende Schriftstellerin und Journalistin tätig. Sie schrieb Erzählungen, Kinderbücher, Arbeiten für den Rundfunk, das Fernsehen und das Jugendtheater.  Ihre literarischen und journalistischen Arbeiten thematisieren das Leben der Frauen. Sie wurde Mitglied des Schriftstellerverbandes der DDR. Mitte der 70er Jahre spürte sie den ihren literarischen und journalistischen Arbeiten gesetzten Grenzen. Die Konflikte zu ihren Arbeiten führten letztlich zu ihrer Entscheidung, Ende Oktober 1979 von einer Reise in die Bundesrepublik Deutschland nicht mehr in die DDR zurückzukehren. Sie konnte nahtlos an ihre Arbeit anknüpfen und schaffte ein umfassendes Werk der Kinder- und Jugendliteratur mit einer breiten Themenpalette, für das sie Vielzahl von Preisen und Auszeichnungen erhielt.

## Werke
- Tschaske Wolkensohn und andere Erzählungen. Altberliner Verlag Groszer, 1972.
- … und keiner hat mich gefragt! Arena Verlag, 1981, ISBN 3-401-03921-0.
- Der Sklave aus Punt. Stalling Verlag, 1981, ISBN 3-7979-2579-4.
- Na, flieg doch schon. Illustrationen von Angelika Schuberg. Arena Verlag, 1983, ISBN 3-401-03986-5.
- Treffpunkt Weltzeituhr. Arena Verlag, 1984, ISBN 3-401-04060-X.
- Der Krötenkrieg von Selkenau. Klopp Verlag, 1985, ISBN 3-7817-0833-0.
- Was geschah mit Anja Hagedorn? Arena Verlag, 1985, ISBN 3-401-04218-1.
- Ein König namens Platzke. Arena Verlag, 1986, ISBN 3-401-04139-8.
- Ankunft im Alltag. Herder Verlag, 1986, ISBN 3-451-20483-5.
- Funny Fanny. Klopp Verlag, 1987, ISBN 3-7817-0834-9.
- Der Held von Zickzackhausen. Arena Verlag, 1987, ISBN 3-401-04175-4.
- Leselöwen-Sandmännchengeschichten. Loewe Verlag, 1987, ISBN 3-7855-2123-5.
- Sternschnuppenzeit. Arena Verlag, 1988, ISBN 3-401-04180-0.
- Der Ferienhund. Klopp Verlag, 1988, ISBN 3-7817-0835-7.
- Astrid, sechzehn: "… dass man manchmal auch nein sagen muss". Maier Verlag, 1988, ISBN 3-473-51648-1.
- Gewitterblumen. Loewe Verlag, 1989, ISBN 3-7855-2232-0.
- Leselöwen-Traumgeschichten. Loewe Verlag, 1989, ISBN 3-7855-2238-X.
- Hexenfeuer. Loewe Verlag, 1990, ISBN 3-7855-2309-2.
- Leselöwen-Christbaumgeschichten. Loewe Verlag, 1990, ISBN 3-7855-2332-7.
- Wenn die Nachtigall verstummt. Arena Verlag, 1991, ISBN 3-401-04313-7.
- Tinutem, ein Priester des Amun. Herder Verlag, 1991, ISBN 3-451-21689-2.
- Imandra. Loewe Verlag, 1992, ISBN 3-7855-2513-3.
- Jerusalem ist weit. Arena Verlag, 1993, ISBN 3-401-04428-1.
- Das grosse Buch der Gutenachtgeschichten. Loewe Verlag, 1994, ISBN 3-7855-2619-9.
- Der Sommer, der alles veränderte. Klopp Verlag, 1994, ISBN 3-7817-0836-5.
- Tanea - Der Clan der Wölfe. Loewe Verlag, 1995.
- Lara und Justus oder die unsichtbare Grenze. Arena Verlag, 1996, ISBN 3-401-04620-9.
- Schattenschwester. Klopp Verlag, 1996, ISBN 3-7817-0837-3.
- Yıldız heisst Stern. Langenscheidt, 1996, ISBN 3-468-49695-8.
- Silbermond. Arena Verlag, 1997, ISBN 3-401-04718-3.
- Tanea - Am großen Fluss. Arena Verlag, 1998.
- Höllenzauber. Klopp, 1998, ISBN 3-7817-0838-1.
- Was wusste Jasmin S.? 1999, Loewe, ISBN 3-7855-3361-6.
- Tanea - Tochter der Wölfin. Loewe Verlag, 2000.
- Malvea und der Herr der Adler. Arena Verlag, 2001, ISBN 3-401-04873-2.
- Meine schönsten Geschichten zur guten Nacht. Gondrom Verlag, 2001, ISBN 3-8112-1938-3.

## Auszeichnungen
- 1985: Deutscher Jugendliteraturpreis für Treffpunkt Weltzeituhr[3]
- 1988: Buxtehuder Bulle für Sternschnuppenzeit[2]
- 1992: Kalbacher Klapperschlange für Wenn die Nachtigall verstummt
- 1997: Sudetendeutscher Kulturpreis[4][1]